# Dawsonit
Dawsonit je poměrně vzácný rombický minerál ze skupiny karbonátů. Tento nerost byl objeven roku 1874 během konstrukce muzea Redpath v kampusu McGillovy univerzity. Prvně nalezený vzorek je na počest místa nalezení uchován ve sbírkách muzea Redpath. Byl pojmenován podle významného kanadského geologa sira Johna Williama Dawsona. Jeho chromem bohatý analog se jmenuje Dawsonit-(Cr), který má téměř stejné vlastnosti a jemně nafialovělou barvu.

## Vznik
Vznik je buďto hydrotermální na nízkoteplotních ložiskách, tvořící povlaky na zlomech a výplně vzniklých dutin, dále v autigenických uhlonosných břidlicích anebo v kyselých půdách na nefelín-syenitických tufech.

## Vlastnosti
- Fyzikální vlastnosti: Tvrdost 3, hustota 2,436 g/cm³, štěpnost dokonalá na {110}, lom je nerovný.
- Optické vlastnosti: Barva je bezbarvá nebo bílá, lesk skelný, průhlednost: průsvitný, vryp je bílý.
- Chemické vlastnosti: Složení: Na 15,97 %, Al 18,74 %, H 1,40 %, C 8,34 %, O 55,56 %. Je rozpustný v kyselinách.

## Využití
Tento minerál nemá žádné širší průmyslové ani ekonomické využití a tak je spíše vyhledávaným nerostem sběratelů.

## Výskyt
- Mont Saint-Hilaire, okres Montérégie, provincie Québec, Kanada (až 4cm veliké dokonale vyvinuté krystaly)[1]
- Slaný, okres Kladno, Česko (v uhelných slojích, několik mm veliké radiálně paprsčité agregáty)
- Dubník (Červenica) a Zlatá Baňa, Prešov, Slovensko

## Parageneze
Často se vyskytuje v asociaci s minerály jako jsou dolomit, kalcit, fluorit, křemen, aragonit, pyrit a galenit.

## Galerie

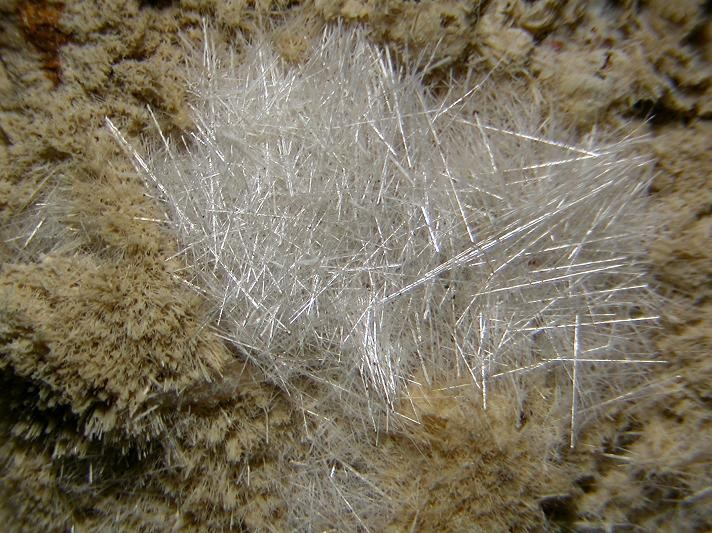
Jehlice (zorné ca 10 mm)
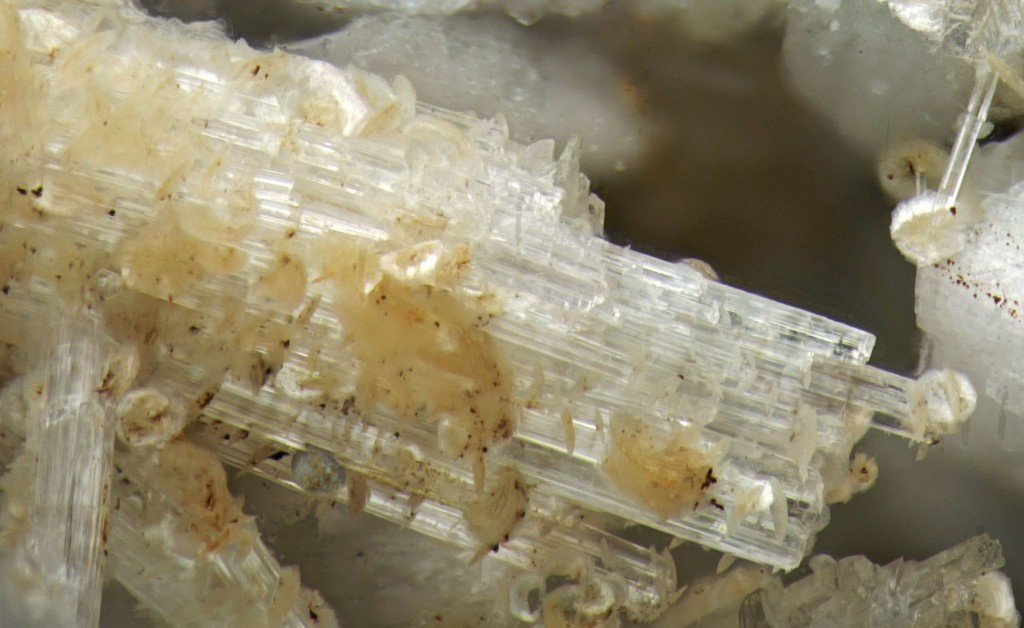
Krystal (záběr ca 6mm)
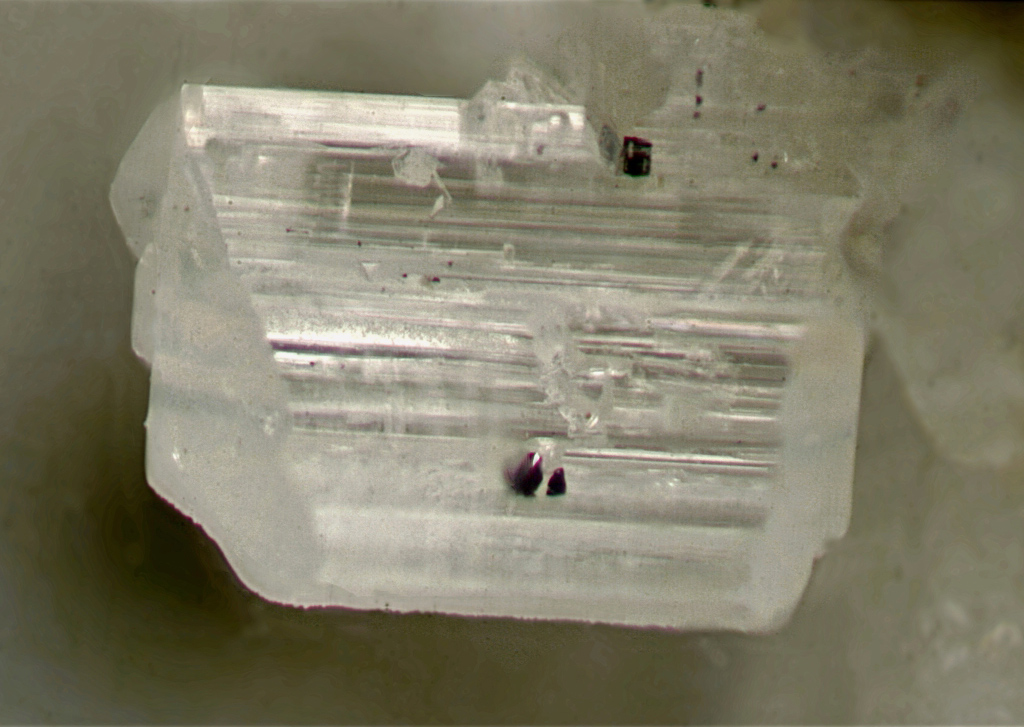
Krystal (ca 2mm)